# Styloctenium mindorensis
Styloctenium mindorensis är ett däggdjur i familjen flyghundar som beskrevs av Esselstyn 2007.
Arten har ungefär samma storlek och utseende som Styloctenium wallacei. Den har 101 till 114 mm långa underarmar, en absolut längd av 148 till 180 mm, 31 till 36 mm långa bakfötter och 22 till 24 mm långa öron.
De största skillnader mellan arterna finns i avvikande detaljer av tändernas konstruktion. Dessutom finns vissa differenser i skallens uppbyggnad. Båda arter har typiska ljusa strimmor i ansiktet. Den orangebruna pälsfärgen är hos Styloctenium mindorensis allmänt kraftigare. De avrundade öronen är ljus i mitten och mörkare brun vid kanterna. Hos hannar förekommer en mörk längsgående strimma på ryggens mitt.
Denna flyghund förekommer endemisk på Mindoro i centrala Filippinerna. Den upptäcktes i ett jordbruksområde med glest fördelade guavaträd nära en skog. Djuret kännetecknas av orange päls och tre vita strimmor i ansiktet. Styloctenium mindorensis skiljer sig från den andra arten i samma släkte i detaljer av hörntändernas konstruktion.
En upphittad hona var dräktig med en unge.
IUCN listar arten med kunskapsbrist (DD).